# エドワード・スタンリー (第18代ダービー伯爵)
第18代ダービー伯爵、エドワード・ジョン・スタンリー（英語: Edward John Stanley, 18th Earl of Derby, MC、1918年4月21日 - 1994年11月28日）は、イギリスの貴族、地主、実業家、政治家、軍人。

## 経歴

### 前半生
1918年4月21日、スタンリー卿エドワード・スタンリー（第17代ダービー伯爵エドワード・スタンリーの長男）とその妻シビル・ルイーザ（チェルシー子爵ヘンリー・カドガンの娘）の間の長男として生まれる。
イートン校を経てオックスフォード大学モードリン・カレッジに進学。
1938年に大学を退学して近衛歩兵連隊に入隊し、第二次世界大戦の北アフリカ戦線やイタリア戦線に動員された。戦争で軍事十字章を受勲した。終戦までに少佐に昇進。軍部からは戦後も軍に留まるよう命じられていたが、祖父ダービー伯爵は将来の領地運営の勉強のために孫にノーズリーに戻ってきてほしがっていた。結局、ダービー伯爵家が大地主として絶大な影響力を有するイングランド北西部において国防義勇軍編成に協力することを条件に予備役移籍を軍部から承認された。

### 伯爵家の相続
1948年7月に祖父から第18代ダービー伯爵位を継承した。ダービー伯爵位を継承してまもなく、第4代ソンズ伯爵ジョージ・ミルズ＝レイドの妹イザベルと結婚。
1946年から1951年までランカシャー副統監、1951年から1968年までランカシャー知事を務める。

### 家計の立て直し

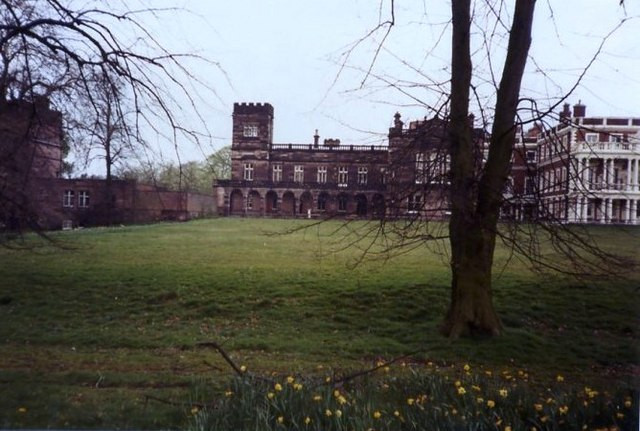
1982年のノーズリー・ホール

先代から引き続いてダービー伯爵家の家計の逼迫が続き、所領の売却を更に進めることを余儀なくされた。
本邸であるノーズリー・ホールの維持費を少しでも楽にするため、他の多くの貴族たちと同様に邸宅を公開して観光客から入館料を集金するようになった（1950年代半ばに公開中止）。また屋敷の規模を小さくすることを考え、「18世紀の状態に復元する」という名目で67もの部屋の取り壊しを行った。取り壊された部分には図書室もあり、ここにあった本は一部を売却しつつ、残す物は絵画陳列室（現図書室）へ移した。この取り壊し改築のおかげで屋敷維持費をだいぶ抑えることに成功した。
さらに1968年までにはノーズリー内の別の現代的な建物に引っ越し、ノーズリー・ホールの大部分をランカシャー州警察に貸し出した。1974年には地方行政区再編があり、ノーズリーがマージーサイド州に移ったため、屋敷もマージーサイド警察に引き渡された。

### 実業家として
実業家としても活躍し、1960年に合併されて消滅するまでリヴァプールのマーティンズ銀行の理事を務めた。
1957年には初めて商業放送免許を受けたウェールズ及び西部テレビ会社（TWW）の創設に携わった。その後も同社に大きな影響力を持ち続けたが、同社は1967年に放送免許更新に失敗したのを機に金融会社からの公開買い付けを受け入れるようになったため、ダービー伯爵も影響力を喪失した。その後はマージーサイド州の有線テレビ放送設置に協力し、その運営に関与した。
1970年にはノーズリー内にサファリパークを建設した。
またニューマーケット競馬場のダービー厩舎と種馬飼育場を相続していた彼は、競馬界でも活躍し、オーストラリアのハンター・バレーで競走馬飼育業を手がけた。
イギリス綿花栽培連盟会長やマージーサイド州商工会議所頭取なども務める。

### 死去
1994年11月28日に死去した。爵位と財産は甥（末弟ヒューの息子）にあたるエドワードが継承した。

## 栄典

### 爵位
- 1936年、第6代スタンリー・オブ・ビッカースタッフ男爵（1832年創設連合王国貴族爵位）[2][3]
- 1936年、第3代スタンリー・オブ・プレストン男爵（1886年創設連合王国貴族爵位）[2][3]
- 1948年、第18代ダービー伯爵（1485年創設イングランド貴族爵位）[2][3]

### 勲章
- 1944年、軍事十字章（英語版）（MC）[3]

### その他
- 1936年、第12代スタンリー准男爵（1627年創設イングランド准男爵位）[3]
- 1949年、名誉法学博士号（LLD）（ランカスター大学名誉学位）[3]
- 1949年、名誉法学博士号（LLD）（リヴァプール大学名誉学位）[3]

## 家族
1948年7月に第4代ソンズ伯爵ジョージ・ミルズ＝レイドの妹イザベルと結婚したが、子供はなかった。